# Norellia yolduensis
Norellia yolduensis är en tvåvingeart som beskrevs av Ozerov 2008. Norellia yolduensis ingår i släktet Norellia och familjen kolvflugor. Inga underarter finns listade i Catalogue of Life.